# Odwzorowanie azymutalne równopowierzchniowe

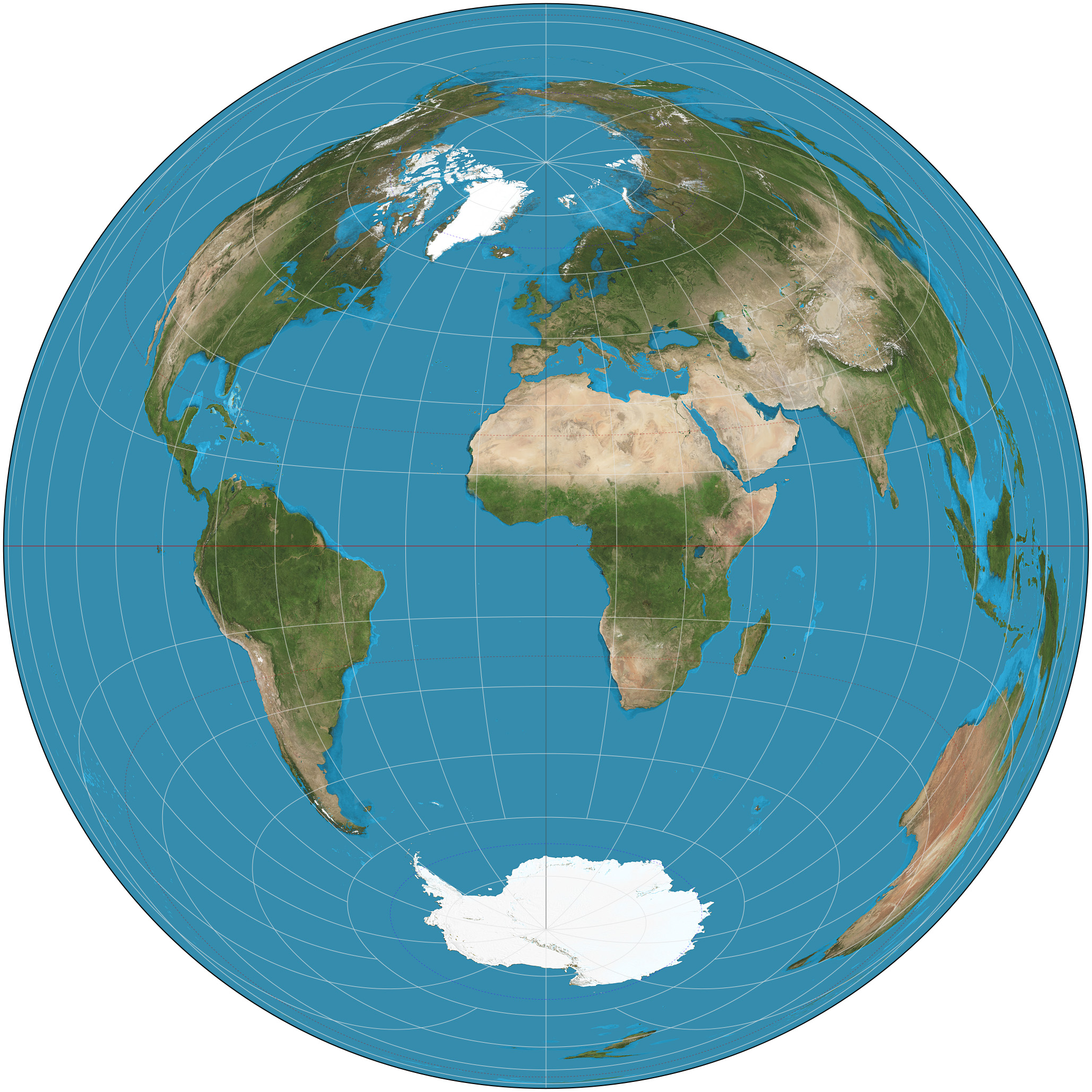
Odwzorowanie azymutalne równopowierzchniowe

Odwzorowanie azymutalne równopowierzchniowe (azymutalne Lamberta) – odwzorowanie azymutalne, w którym obszary o równej powierzchni na kuli ziemskiej są przedstawiane przez obszary o równej powierzchni na mapie.
Wzory przekształcające to:
{\displaystyle k=\alpha {\sqrt {\frac {2}{1+\sin \phi _{0}\sin \phi +\cos \phi _{0}\cos \phi \cos(\lambda -\lambda _{0})}}}}
{\displaystyle x=k\cos \phi \sin(\lambda -\lambda _{0})}
{\displaystyle y=k{\Big (}\cos \phi _{0}\sin \phi -\sin \phi _{0}\cos \phi \cos(\lambda -\lambda _{0}){\Big )}}
gdzie:
{\displaystyle \lambda } – długość geograficzna
{\displaystyle \phi } – szerokość geograficzna
{\displaystyle \lambda _{0}} – długość punktu centralnego mapy
{\displaystyle \phi _{0}} – szerokość punktu centralnego mapy
{\displaystyle \alpha } – stała skalowania mapy
Wzory odwrotne:
{\displaystyle \rho ={\frac {\sqrt {x^{2}+y^{2}}}{\alpha }}}
{\displaystyle z=2\arcsin \left({\frac {\rho }{2}}\right)}
{\displaystyle \phi =\arcsin \left(\sin \phi _{0}\cos z+{\frac {y\cos \phi _{0}\sin z}{\rho }}\right)}
{\displaystyle \lambda =\lambda _{0}+\operatorname {arctg} _{2}{\Big (}x\sin z\cos \phi _{0},(\cos z-\sin \phi _{0}\sin \phi )\rho {\Big )}}